# Rio Kvichak
O rio Kvichak (iúpique: Kuicaraq) é um importante curso de água com cerca de 80 quilômetros de extensão, localizado no sudoeste do Alasca, nos Estados Unidos.

## Curso
O rio Kvichak flui em direção sudoeste a partir do Lago Iliamna até a Baía Kvichak, um braço da Baía de Bristol, na Península do Alasca. As comunidades de Igiugig e Levelock situam-se ao longo de suas margens.
O Kvichak é navegável em toda sua extensão e serve como uma importante rota de transporte entre a Enseada de Cook e a Baía de Bristol, via o Lago Iliamna e seu porto de transbordo.

## Ecologia
O rio Kvichak abriga a maior migração de salmão-vermelho do mundo. As capturas comerciais associadas a essa migração geram centenas de milhões de dólares norte-americanos em receita anualmente.

## História
Historicamente, o Kvichak era utilizado para navegação e pesca de subsistência pelas populações nativas do Alasca. O nome do rio significa "da grande água" ou "até a grande água", uma referência ao Lago Iliamna, o maior lago de água doce do Alasca.

## Conservação
O Kvichak integra a bacia hidrográfica situada a jusante do projeto da Mina Pebble, cuja instalação proposta gerou controvérsias ambientais devido ao possível impacto sobre os ecossistemas aquáticos.
Em 2017, o rio Kvichak foi finalista do Prêmio Riverprize Internacional, uma premiação internacional dedicada a reconhecer os rios com melhor gestão e práticas de sustentabilidade.